# Ирина Чакраборти
Ирина Чакраборти (бенг. ইরিনা চক্রবর্তী) је руско-финско-индијска научница, инжењер заштите животне средине и универзитетски професор.

## Биографија
Од 2011. године живи у Пном Пену, у Камбоџи. Ради у компанији Wetlands Work! у којој истражује санитарне услове и елиминише патогене како би уклонила ризик од купања у језеру Тонле Сап. Ово место је највећи резервоар слатке воде у југоисточној Азији, где живи око 100.000 људи који своје домове граде на плутајућим објектима.
Изабрана је за једну од BBC-ових 100 жена 2013. године због свог рада на санитацији за плутајућа села.
Течно говори енглески, руски и фински, а говори бенгалски, шведски, шпански, француски и кмерски језик.